# Albert Harren
Albert Harren ist ein ehemaliger niederländischer Radrennfahrer und nationaler Meister im Radsport.

## Sportliche Laufbahn
Harren war im Bahnradsport und im Straßenradsport aktiv. 1972 gewann er bei den nationalen Meisterschaften im Bahnradsport den Titel im Dernyrennen vor Ron Groen. Mit Sjaak Pieters holte er 1985 den niederländischen Titel im Tandemrennen. Im Punktefahren siegte er vor Charles De Caluwe. Vize-Meister wurde Harren 1982 im Punktefahren hinter Marco van der Hulst, 1983 und 1984 im 1000-Meter-Zeitfahren hinter Peter Pieters, 1984 im Dernyrennen hinter Peter Pieters. Dritte Plätze in Meisterschaftsrennen holte Harren 1982 im 1000-Meter-Zeitfahren und im Punktefahren 1983. 1984 gewann er eine Etappe der Olympia’s Tour.